# Margriet Matthijsse

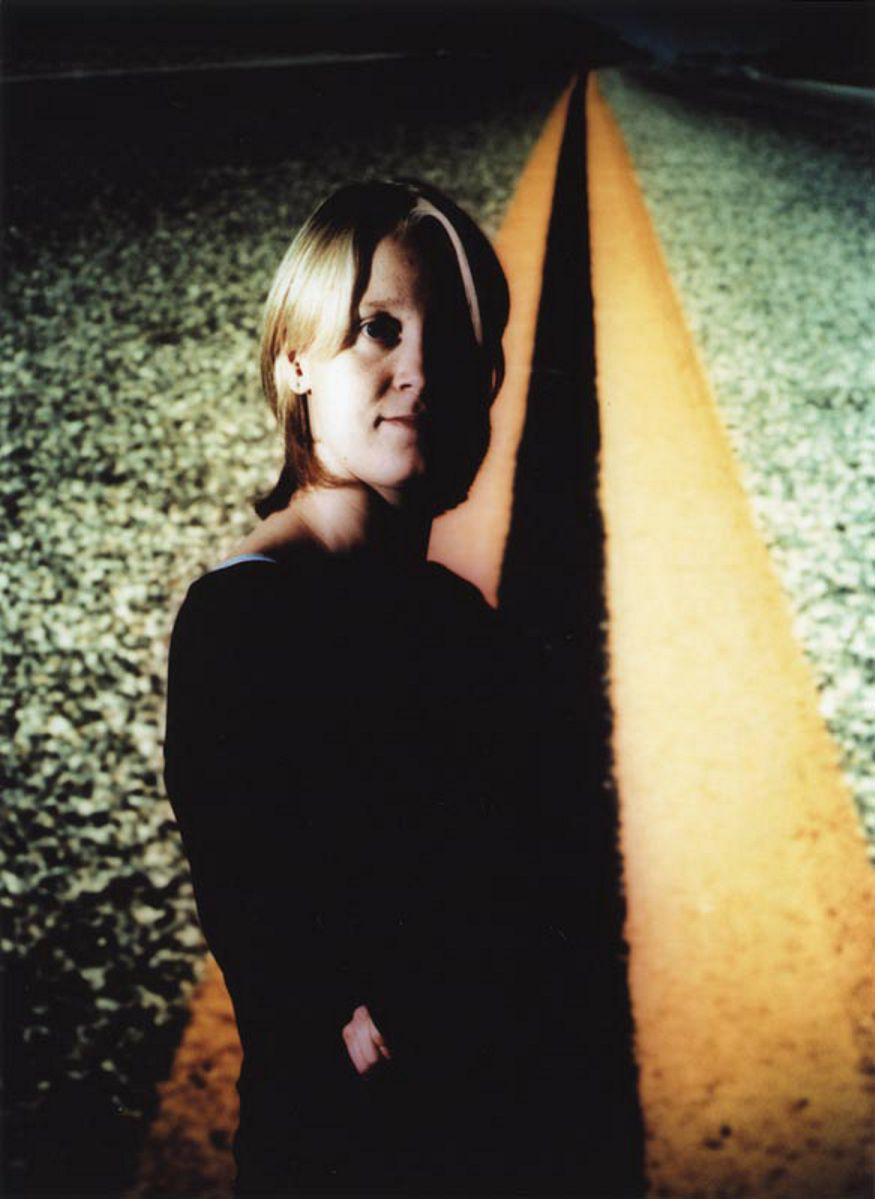
Matthijsse (2006)

Margriet Matthijsse (* 29. April 1977 in Rotterdam) ist eine ehemalige niederländische Seglerin, zweifache Weltmeisterin und zweifache 
olympische Silbermedaillengewinnerin. 1999 wählte die International Sailing Federation (ISAF) die Sportlerin zur Weltseglerin des Jahres (ISAF Rolex World Sailor of the Year Awards). Der Preis repräsentiert die höchste Auszeichnung, die ein Segler oder eine Seglerin für ihre Leistung in der Segelwelt erhalten kann. 

## Leben

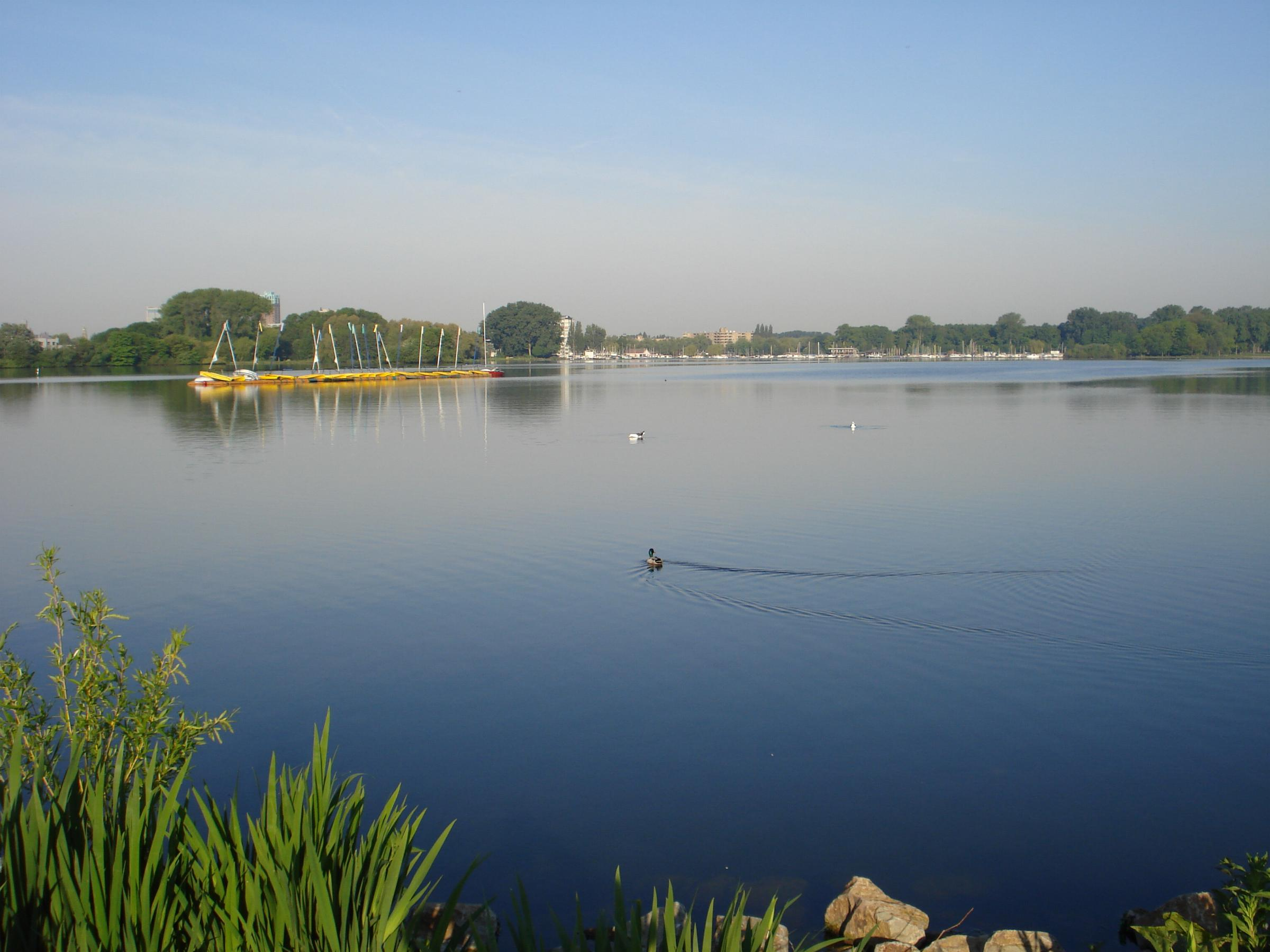
Kralingse Plas bei Rotterdam, Revier des Segelclubs Rotterdamsche Zeilvereeniging

Margriet Matthijsse gehörte in ihrer aktiven Zeit dem Segelclub Rotterdamsche Zeilvereeniging (RZV) an. Ihre größten Erfolge erzielte die Sportlerin in der Einhandjolle Europe zwischen 1994 und 2000. Im Jahr 2001 wechselte sie in die 470er Jolle, einer Zweimann-Rennjolle mit Trapez und Spinnaker. In diesem Boot, in dem sie ein Team mit Lisa Westerhof bildete, konnte sie nicht mehr an ihre ganz großen internationalen Erfolge der Vorjahre anknüpfen und beendete nach einem 9. Platz bei den Olympischen Sommerspielen 2004 von Athen ihre sportliche Karriere.
Matthijsse engagiert sich seither unter anderem für Right to Play (früher Olympic Aid). Die internationale Entwicklungshilfeorganisation verfolgt das Ziel, weltweit von Krieg, Armut und Krankheit betroffene Kinder mit Hilfe von Spiel- und Sportprogrammen zu fördern und ihre Lebensqualität zu verbessern. Im Rahmen dieser Tätigkeit besuchte sie 2005 das Rhino Camp, ein Flüchtlingscamp in Uganda.

## Sportliche Erfolge
Auf internationaler Ebene zählte die Dänin Kristine Roug lange Zeit zu ihren größten Konkurrentinnen. Erstmals in die Medaillenränge segelte Matthijsse bei den Weltmeisterschaften 1994 in La Rochelle, als sie hinter Kristine Roug und der Kanadierin Tine Moberg Parker die Bronzemedaille gewann. Ein Jahr später in North Shore City verbesserte sie sich um einen WM-Rang und gewann die Silbermedaille, wiederum hinter Kristine Roug. Bei den Segel-Europameisterschaften 1995 in Malmö erhielt sie ihre erste Goldmedaille.

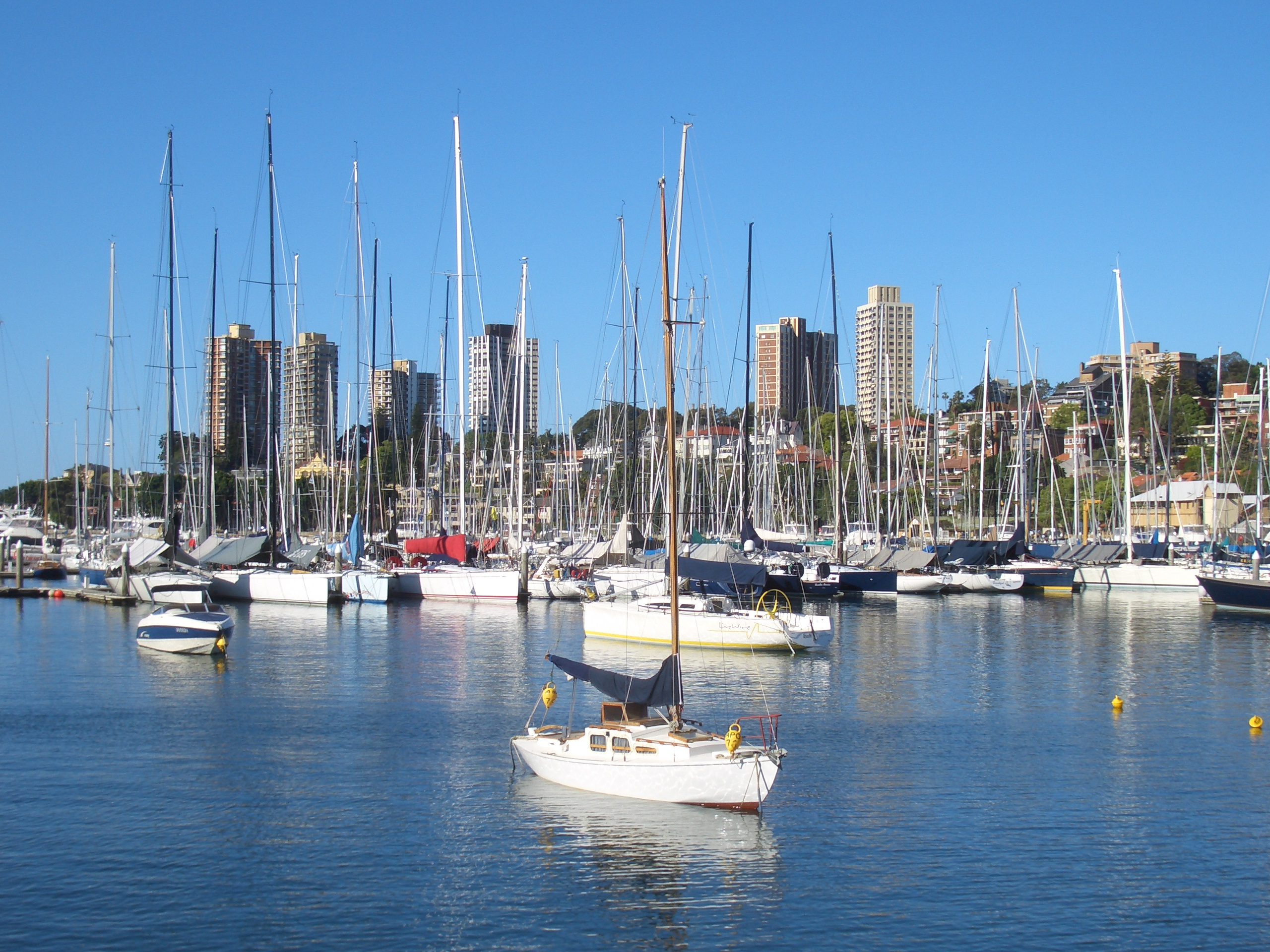
Silbermedaille bei den Olympischen Sommerspielen 2000 in Sydney in der Rushcutters Bay

Bei den Olympischen Sommerspielen 1996 in Atlanta musste sie sich der Dänin erneut geschlagen geben, errang aber im Segelrevier von Savannah mit der Silbermedaille ihren bislang größten Erfolg. Bei den Weltmeisterschaften 1997 in San Francisco verwies sie Kristine Roug erstmals auf den zweiten Platz und wurde Weltmeisterin. In dieser Zeit war mit ihrer Landsfrau Carolijn Brouwer eine weitere harte Rivalin herangewachsen, die ihr auf nationaler und internationaler Ebene das Leben schwer machte und die bereits die Weltmeisterschaften 1996 in Palma de Mallorca gewonnen hatte. Die Europameisterschaften 1997 beendete sie noch vor der Silbermedaillengewinnerin Brouwer auf dem ersten Platz. Bei den Weltmeisterschaften 1998 in Travemünde hingegen siegte ihre Landsfrau, während Matthijsse auf den vierten Platz segelte. 1999 in Melbourne ließ sie dann wieder alle Konkurrentinnen hinter sich und gewann ihre zweiten Weltmeisterschaften, wie auch die Europameisterschaften vor Hayling Island (Hampshire). 
Bei den Weltmeisterschaften 2000 in Salvador da Bahía gingen beide Niederländerinnen leer aus (erste: Kristine Roug). Sie errang allerdings in Murcia ihre dritte Europameisterschaft, sodass der niederländische Verband, auch aufgrund der Erfolge im Jahr 1999, Margriet Matthijsse und nicht Carolijn Brouwer für die Olympischen Sommerspiele 2000 in Sydney nominierte. Im Olympic Sailing Shore in der Rushcutters Bay rechtfertigte die Weltseglerin des Jahres 1999 die Nominierung mit ihrer zweiten olympischen Silbermedaille; die Goldmedaille ging an Shirley Robertson. Dennoch war sie von diesem Ergebnis sehr enttäuscht, weil ihre gesamte Vorbereitung und Zielsetzung auf den Gewinn der Goldmedaille ausgerichtet war und weil sie zudem aufgrund ihrer vorolympischen Resultate als Favoritin in den olympischen Wettbewerb gegangen war.
Nach ihrem Wechsel in die 470er Jolle konnte Margriet Matthijsse an ihre ganz großen Erfolge nicht mehr anknüpfen. In dieser Bootsklasse gewann sie gemeinsam mit Lisa Westerhof 2002 noch die Silbermedaille bei den Weltmeisterschaften in Cagliari und die Bronzemedaille bei den Europameisterschaften 2002 in Tallinn. Die Weltmeisterschaften 2003 in Cádiz beendete die Crew auf dem siebten und die Olympischen Sommerspiele 2004 von Athen im Olympischen Segelzentrum Agios Kosmas auf dem neunten Platz.

## Übersicht

470er Jolle, Seitenriss

EM = Segel-Europameisterschaften (nur Plätze eins bis drei), WM = Segel-Weltmeisterschaften (nur Plätze eins bis drei), OLY = Olympische Sommerspiele (alle Platzierungen).
- 1994: Bronze: WM Bootsklasse Europe
- 1995: Silber: WM Europe
- 1995: Gold: EM Europe
- 1996: Silber: OLY Europe
- 1997: Gold: WM Europe
- 1997: Gold: EM Europe
- 1999: Gold: WM Europe
- 1999: Gold: EM Europe
- 2000: Silber: OLY Europe
- 2000: Gold: EM Europe
- 2002: Silber: WM 470er (mit Lisa Westerhof)
- 2002: Bronze: EM 470er (mit Lisa Westerhof)
- 2004: neunter Platz: OLY 470er (mit Lisa Westerhof)